# De Rode Ridder (boekenreeks)
De Rode Ridder is een jeugdboekenreeks van de Belgische schrijver Leopold Vermeiren. Het eerste korte verhaal verscheen in 1946 in het tijdschrift De Kleine Zondagsvriend. Het eerste boek verscheen in 1953. Vermeiren schreef 64 boeken waarvan de laatste in 2000 verscheen. In 2013 schreef Marc Legendre 2 nieuwe boeken.
In 1959 bewerkte Willy Vandersteen de boekenreeks in de gelijknamige stripreeks. De stripreeks werd later verder gezet door onder andere Karel Biddeloo.

## Inhoud
Oorspronkelijk was Johan een lijfeigene op de akkers van een zekere heer Oerold. Johan ontsnapte echter naar het woud om het heer Oerold moeilijk te maken. Johan werd dan ridder en sloot vrede met heer Oerold waarna de reeks De Rode Ridder als naam krijgt. De verhalen rond de geïdealiseerde held Johan zijn aaneenschakelingen van losse avonturen met veel actie.
Deze reeks rond ridderfiguur Johan speelt zich af in het middeleeuwse Vlaanderen, maar vanaf het vierde boek spelen alle verhalen zich af in het Midden-Oosten waar Johan door zijn deelname aan de Eerste Kruistocht terechtkomt. Vervolgens lijdt Johan schipbreuk, maar Jeruzalem bereikt hij nooit. Antiochië was het verste dat hij geraakte. De schrijver vreesde dat er niets meer te vertellen zou zijn wanneer Johan Jeruzalem bereikt.

## Personages
- Johan (Jo), het hoofdpersonage[3], evolueert van laat naar ridder. Hij begint zijn riddercarrière als een soort Robin Hood, en probeert steeds de armen en de verdrukten te helpen.
- Koenraad (Koen), de schildknaap van Johan[3], wordt gered uit een moeras en is sindsdien Johans trouwste vriend en schildknaap.
- Rond of Rondelius[3]
- Sid Dallas, een reus[3]
- Sha
- Dirk[3]
- Prinses Saïda
- Sorgo
- Guy
- Willem, met de bijl

## Geschiedenis

### Vermeiren: Korte verhalen
Schoolinspecteur Leopold Vermeiren schreef in zijn vrije tijd romans voor volwassenen, maar na de Tweede Wereldoorlog begint hij kinderboeken te schrijven. Zo debuteert De Rode Ridder in 1946 met enkele korte verhalen in een bijlage van de krant Gazet van Antwerpen, De kleine zondagsvriend. Oorspronkelijk illustreerde Jan de Simpele de verhalen waarbij Johan nog zwart haar had. Zo schreef hij uiteindelijk enkele honderden korte verhalen. In Vermeirens vroege periode liet hij zich inspireren door Jan zonder Vrees van Constant de Kinder.

### Vermeiren: Vlaamse ridderreeks en ontstaan stripreeks
Vervolgens verschenen de verhalen in boekvorm bij de uitgeverij Sheed & Ward. De boekjes werden vervolgens in 1953 gebundeld in de eerste 2 boeken van deze reeks. Na een paar jaar kreeg de uitgeverij echter problemen waarna een medewerker van de uitgeverij, Joris Schaltien, de aandelen kocht en de naam veranderde in de Zuidnederlandse Uitgeverij. Geleidelijk aan nam Karel Verschuere het tekenwerk over.
Schaltien had echter al eerder gewerkt bij Standaard Uitgeverij waar Suske en Wiske wordt uitgegeven en kon Vermeiren overtuigen om zijn boekenreeks te bewerken in een stripreeks. De illustrator Verschuere zou dan de strips tekenen. Verschuere werkte echter ook bij striptekenaar Willy Vandersteen en indien hij strips zou tekenen bij de Zuidnederlandse Uitgeverij, dan zou hij niet meer bij Vandersteen kunnen tekenen. Verschuere besprak dit dan met Vandersteen en hij besprak het dan met Antoon Sap. Sap zorgde er vervolgens voor dat zowel de boekenreeks als de nieuwe stripreeks voortaan bij Standaard Uitgeverij zou uitgegeven worden.
Vermeiren was schoolinspecteur, maar de opvoedkundigen in die tijd vonden dat strips leesluiheid bevordert. Hierop werd er besloten dat Vermeirens naam niet op de albums van de stripreeks verscheen. Dat was ook de reden dat Vermeiren geen scenario's voor de strips schreef. Ook werd het hoofdpersonage Koenraad niet overgenomen naar de stripreeks.

### Vermeiren: Kruisridder
Vanaf het vierde boek werd er besloten om de locaties van de stripreeks en de boekenreeks op te splitsen. Ridder Johan uit de boekenreeks ging op kruistocht en de stripreeks speelde zich vooral in onze streken af. Geleidelijk aan kreeg Johan ook blond haar. Vermeiren heeft echter nooit het Heilige Land bezocht. Vermeiren liet zich hiervoor vooral inspireren op de boeken Histoire des croisades van de Franse schrijver Joseph-François Michaud. Ook werd de nummering van de oudere boeken intussen aangepast.
Later deed Karel Biddeloo ook wat illustratiewerk. Ook Marvano was later illustrator. Begin de jaren 80 waren er 1 miljoen boeken van deze reeks verkocht. In 1990 werd de fanclub De Orde van de Rode Ridder opgericht die 8 keer een clubblad uitgaf. Hierin verschenen de korte verhalen Huiver over Horst en De zesde tempelier, maar deze korte verhalen werden geschreven door Marck Meul die bij Studio Vandersteen werkte. Er verschenen uiteindelijk 64 boeken waarvan de laatste in 2000. Deze zijn niet meer in de handel verkrijgbaar.

### Legendre
Midden 2013 kreeg De Rode Ridder een tweede leven als romanfiguur in De Vloek van Malfrat (geschreven door Marc Legendre, naast Martin Lodewijk een van de huidige scenaristen van de stripreeks). Dit boek verscheen 13 jaar na het laatste jeugdboek van Leopold Vermeiren, dat dateert van 2000. Ditmaal spelen zijn avonturen zich niet af ten tijde van de kruistochten maar bij Koning Arthur en Merlijn. Legendre legt hierdoor een link naar zijn scenario's voor de stripreeks. Eind 2013 werd een tweede roman uitgebracht, getiteld De Gevangene van de Sultan.

## Boeken

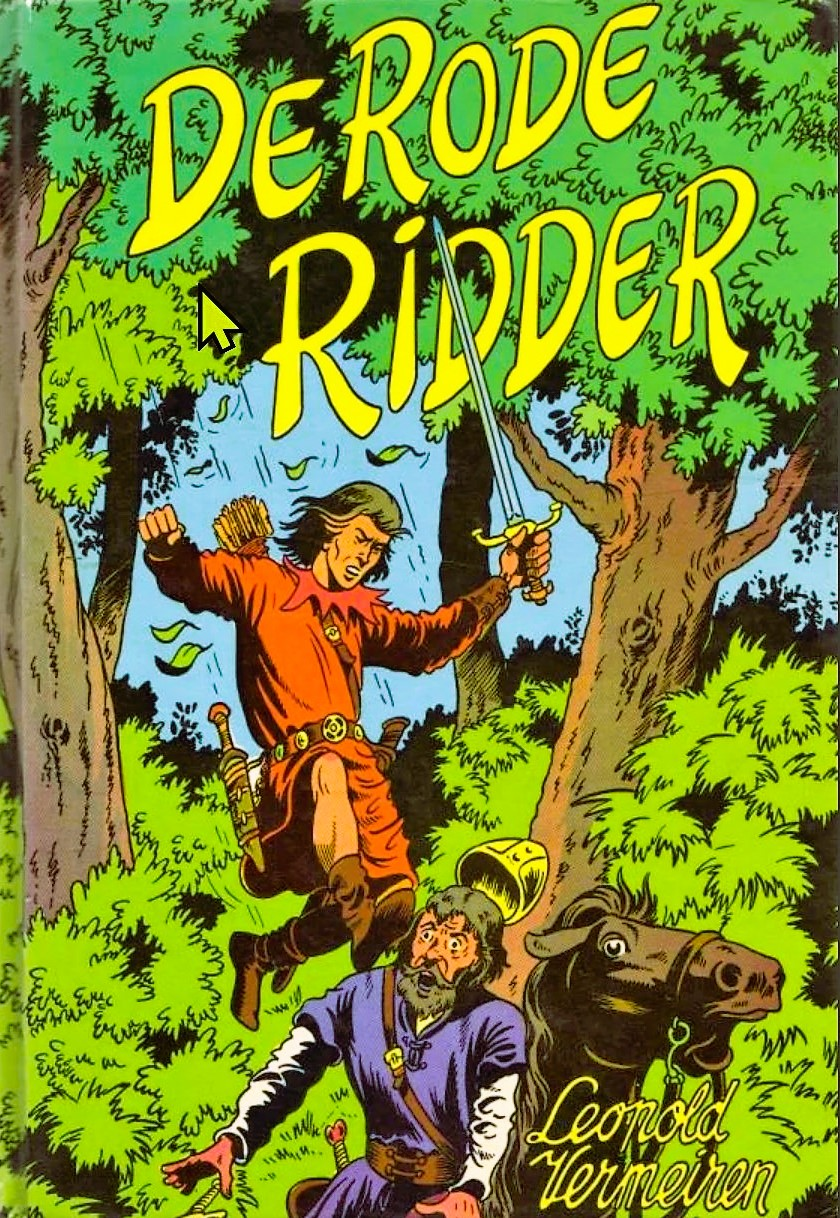
1953 De Rode Ridder nr. 1

Er verschenen 64 boeken geschreven door Leopold Vermeiren en 2 werden geschreven door Marc Legendre.

### Beginperiode
Onderstaande boeken werden geschreven door Leopold Vermeiren en geïllustreerd door verscheidene tekenaars. Onderstaande verhalen verschenen oorspronkelijk bij Uitgeverij Sheed & Ward.
| Nr. | Titel                   | Uitgavejaar | Illustrator      |
| --- | ----------------------- | ----------- | ---------------- |
| 1   | De Rode Ridder          | 1953        | Jan de Simpele   |
| 2   | De Rode Ridder overwint | 1953        | Karel Verschuere |
| 3   | In gevaar               | 1953        | Jan de Simpele   |
| 4   | Kruisvaarder            | 1953        | Paul Asloos      |

### Vermeiren-Verschuere
Onderstaande boeken werden geschreven door Leopold Vermeiren met illustraties van Karel Verschuere. Tot 1957 verschenen de eerste boeken oorspronkelijk bij Uitgeverij Sheed & Ward. Vervolgens verschenen de boeken van 1957 tot 1959 bij Zuidnederlandse Uitgeverij. Vanaf 1960 verschenen de boeken bij Standaard Uitgeverij. Ondertussen veranderde ook de nummering van de oudere boeken.
| Nr. | Titel                   | Uitgavejaar |
| --- | ----------------------- | ----------- |
| 5   | In de leeuwenkuil       | 1953        |
| 6   | De Rode Ridder valt aan | 1957        |
| 7   | Op de ijzeren brug      | 1956        |
| 8   | In de brandende toren   | 1957        |
| 9   | In het berenhol         | 1957        |
| 10  | De blauwe diamant       | 1959        |
| 11  | Het gouden beeld        | 1960        |
| 12  | In de storm             | 1960        |
| 13  | Zilveren bliksem        | 1960        |
| 14  | Dalas, de reus          | 1961        |
| 15  | Op de brandstapel       | 1962        |
| 16  | Het blauwe vuur         | 1962        |
| 17  | Prinses Saïda           | 1963        |
| 18  | De edelmoedige          | 1963        |
| 19  | De witte tijger         | 1964        |
| 20  | De holle pijl           | 1964        |
| 21  | In de vuurgloed         | 1964        |
| 22  | De rode robijnen        | 1965        |
| 23  | De zilveren sleutel     | 1966        |
| 24  | De dappere knaap        | 1966        |
| 25  | In de slangenkuil       | 1967        |
| 26  | De gouden kroon         | 1967        |
| 27  | De zwarte kameel        | 1968        |
| 28  | De rode magiër          | 1968        |
| 29  | De heilige lans         | 1969        |
| 30  | De zwarte draak         | 1969        |
| 31  | Het gouden schrijn      | 1970        |
| 32  | De zwarte spin          | 1970        |
| 33  | De groene smaragd       | 1971        |
| 34  | De vuurtempel           | 1972        |
| 35  | De diamanten dolk       | 1972        |
| 36  | De verdwenen prins      | 1973        |
| 37  | Ter dood veroordeeld    | 1974        |
| 38  | De rode vulkaan         | 1975        |
| 39  | De dodensprong          | 1976        |
| 40  | Het spookschip          | 1976        |
| 41  | De giftbeker            | 1977        |
| 42  | Prinses Korini          | 1977        |

### Vermeiren-Fonteyn-Van Stiphout
Onderstaande boeken werden geschreven door Leopold Vermeiren. De eerste 3 werden geïllustreerd door Chris Fonteyn en Stef van Stiphout was de illustrator van het vierde boek. De boeken verschenen bij Standaard Uitgeverij.
| Nr. | Titel              | Uitgavejaar |
| --- | ------------------ | ----------- |
| 43  | De verdwenen schat | 1978        |
| 44  | Het vuurmonster    | 1978        |
| 45  | De verdoemde stad  | 1979        |
| 46  | De slavenjacht     | 1979        |

### Vermeiren-Biddeloo-Wuyts-Van Riet
Onderstaande boeken werden geschreven door Leopold Vermeiren. De eerste 3 werden geïllustreerd door Karel Biddeloo en vervolgens vijf door Robert Wuyts. Hierna was Ronald Van Riet illustrator van 2 boeken en daarna Biddeloo opnieuw voor vier boeken. Vervolgens illustreerde Marvano er 2 en de laatste 2 werden opnieuw geïllustreerd door Biddeloo. Tot 1988 verschenen de boeken bij Standaard Uitgeverij, maar de boeken uit 1992 verschenen bij uitgeverij Facet. De laatste 2 boeken verschenen bij Berghmans Uitgevers.
| Nr. | Titel                  | Uitgavejaar | Illustrator     |
| --- | ---------------------- | ----------- | --------------- |
| 47  | Aspis, de gifslang     | 1980        | Karel Biddeloo  |
| 48  | Het Griekse vuur       | 1981        | Karel Biddeloo  |
| 49  | De magische ring       | 1981        | Karel Biddeloo  |
| 50  | De onzichtbare         | 1982        | Robert Wuyts    |
| 51  | De vliegende man       | 1983        | Robert Wuyts    |
| 52  | De dodende pijl        | 1983        | Robert Wuyts    |
| 53  | De brandende stad      | 1984        | Robert Wuyts    |
| 54  | De wrede slavendrijver | 1984        | Robert Wuyts    |
| 55  | De vuurproef           | 1985        | Ronald Van Riet |
| 56  | Zowa, de zeerover      | 1986        | Ronald Van Riet |
| 57  | Dodenvallei            | 1987        | Karel Biddeloo  |
| 58  | De wraak van de farao  | 1987        | Karel Biddeloo  |
| 59  | De nijlkrokodillen     | 1988        | Karel Biddeloo  |
| 60  | De wurgslang           | 1988        | Karel Biddeloo  |
| 61  | Het giftige oog        | 1992        | Marvano         |
| 62  | De zilveren panter     | 1992        | Marvano         |
| 63  | De betoverde ringen    | 1995        | Karel Biddeloo  |
| 64  | In de spookstad Petra  | 2000        | Karel Biddeloo  |

### Andere boeken

#### Legendre
Onderstaande boeken werden geschreven door Marc Legendre. Beide boeken werden uitgegeven bij Uitgeverij Manteau. Marc Legendre werd in datzelfde jaar ook een scenarist van de stripreeks.
| Nr. | Titel                      | Uitgavedatum |
| --- | -------------------------- | ------------ |
| 1   | De Vloek van Malfrat       | juni 2013    |
| 2   | De Gevangene van de Sultan | oktober 2013 |

#### Vertalingen
Acht boeken zijn vertaald in de reeks Die Rooi Ridder in het Afrikaans. Ook verscheen er een eenmalige vertaling in het Hongaars en Esperanto.

#### Andere heruitgaven
Het gebroken zwaard verscheen als nummer 1150 in de jeugdboekenreeks Vlaamse Filmpjes (1975). Het speelt zich, net als vele van de andere verhalen, af rond Antiochië. De illustraties zijn van Jeff Broeckx. Ook werden enkele verhalen heruitgegeven bij Uitgeverij Averbode eveneens geïllustreerd door Broeckx.